# 동문성
동문성(1937년 11월 29일 ~ 2018년 11월 16일)은 대한민국의 정치인이다. 제22·23·24대 속초시장을 역임했다. 

## 역대 선거 결과
|  | 23.76% |

|  | 41.14% |

|  | 36.78% |